# Thiên hoàng Nijō
Nijō (二条天皇Nijō-tennō) (ngày 31 tháng 7 năm 1143 - ngày 05 tháng 9 năm 1165) là Thiên hoàng thứ 78 của Nhật Bản theo danh sách kế thừa truyền thống. Triều đại của ông kéo dài từ năm 1158 đến năm 1165

## Tường thuật truyền thống
Trước khi lên ngôi, ông có tên cá nhân của mình (imina) là Morihito -shinnō (守仁親王).
Ông là con trai cả của Thiên hoàng Go-Shirakawa, là cha của người kế vị là Thiên hoàng Rokujō.

## Lên ngôi Thiên hoàng
Tháng 9/1158, Thiên hoàng Go-Shirakawa thoái vị và thân vương Morihito chính thức lên ngôi, lấy hiệu là Thiên hoàng Nijō. Ông cải lại niên hiệu của cha, lập thành niên hiệu Hōgen nguyên niên (1158 - 1159).
Dưới thời Nijō, Thiên hoàng thực tế không còn quyền lực gì, mọi quyền lực thực tế thuộc về tay cha mình là Go-Shirakawa. Các dòng họ quý tộc gây chiến quyết liệt, dẫn tới Loạn Heiji (1159 - 1160) mà kết quả là Họ Taira thắng thế, nắm quyền kiểm soát Nhật Bản.
Năm Eiman nguyên niên (1165): Thiên hoàng có vấn đề về sức khỏe. Ông quyết định chỉ định sẵn con trai là Nobuhito làm Thái tử kế vị.
Năm Eiman nguyên niên vào ngày 25 tháng 6 âm lịch (tức ngày 3 tháng 8 năm 1165 dương lịch): Thiên hoàng vì bệnh tình rất nặng nên ông tuyên bố thoái vị, chính thức nhường ngôi cho con trai. Thân vương sẽ lên ngôi, hiệu là Thiên hoàng Rokujō.
Năm Eiman nguyên niên vào ngày 28 tháng 7 âm lịch (tức ngày 5 tháng 9 năm 1165 dương lịch): Gần hơn một tháng sau khi thoái vị, ông băng hà hưởng dương 22 tuổi

### Kugyō
- Quan bạch: Konoe Motozane, 1143-1166.
- Tả đại thần: Konoe Motozane.
- Hữu đại thần:
- Nội đại thần
- Đại nạp ngôn:

### Niên hiệu
- Hogen (1156-1159)
- Heiji (1159-1160)
- Eiryaku (1160-1161)
- Oho (1161-1163)
- Chōkan (1163-1165)
- Eiman (1165-1166)